# Андовер (тауншип, Нью-Джерси)
Тауншип Андовер (англ. Andover Township) — посёлок (тауншип) в округе Сассекс (штат Нью-Джерси, США). По данным переписи населения США 2010 года, население посёлка составляло 6319 человек, что на 286 человек (+4,7 %) больше, чем 6033 человека, учтённых в переписи 2000 года, которые в свою очередь увеличились на 595 человек (+10,9 %) по сравнению с 5438 человек, учтённых в переписи 1990 года.
Андовер был образован как посёлок 11 апреля 1864 года на основании акта законодательного собрания Нью-Джерси из части тауншипа Ньютон, который в тот день был разделён и расформирован. Из части тауншипа были образованы тауншип Фредон (24 февраля 1904 года) и боро Андовер (25 марта 1904 года). Части тауншипа были переданы городу Ньютон в 1869 и 1927 годах.
Тауншип был назван в честь существующей деревни Андовер, происхождение названия которой точно не установлено, хотя некоторые источники указывают, что название происходит от английского города Андовер. В годы перед Второй мировой войной в тауншипе Андовер располагался лагерь Нордленд, место уединения и собраний площадью 204 акра (83 га), которым владел и управлял Германоамериканский союз, американская нацистская организация, занимавшаяся пропагандой благоприятного мнения о нацистской Германии. Лагерь Нордленд был закрыт федеральным правительством после объявления Германией войны Соединённым Штатам и продан с аукциона в 1944 году. В конечном итоге эта территория была приобретена тауншипом Андовер и теперь называется Хиллсайд-Парк; здесь есть зал для отдыха и спортивные площадки.

## География
По данным Бюро переписи населения США, общая площадь тауншипа составляет 53,85 км2, в том числе 51,92 км2 суши и 1,93 км2 воды (3,59 %).
Неинкорпорированные сообщества, населённые пункты и топонимы, частично или полностью расположенные на территории тауншипа, включают: Брайтон, Окружной дорожный лагерь (англ. County Road Camp), пруд Дэвис, пруд Дрейкс, озеро Гардерс, озеро Илиффс, озеро Аэрофлекс, озеро Илифф, озеро Ленапе, пруд Лонг, Малфорд, озеро Нью-Вэйвэанда, Пинкнивилль, пруд Редингс, Спрингдейл, пруд Стикл, Сассекс-Миллс, Уайтхолл и Белый пруд.
Город граничит с муниципалитетами округа Сассекс: Андовер, тауншипами Байрам, Фредон, Грин, Хэмптон, Лафайет и Спарта.

## Демографическая ситуация

### Перепись населения 2010 года
По данным переписи населения США 2010 года, в тауншипе проживало 6319 человек, насчитывалось 2070 домохозяйств и 1590 семей. Плотность населения составляла 122,2 чел/км2. Имелась 2181 единица жилья при средней плотности 42,2/км2. Расовый состав: 91,64 % (5791) белых, 3,37 % (213) чёрных или афроамериканцев, 0,17 % (11) коренных американцев, 2,60 % (164) азиатов, 0,00 % (0) жителей тихоокеанских островов, 0,73 % (46) представителей других рас и 1,49 % (94) представителей двух или более рас. Испаноговорящие или латиноамериканцы составляли 5,14 % (325) населения.
Из 2070 домохозяйств в 34,9 % были дети в возрасте до 18 лет; 64,8 % составляли супружеские пары, живущие вместе; в 7,9 % была женщина-домохозяйка без мужа, а 23,2 % были несемейными. Из всех домохозяйств 19,2 % состояли из отдельных лиц, а в 6,0 % проживал один человек в возрасте 65 лет и старше. Средний размер домохозяйства составлял 2,70, а средний размер семьи — 3,10.
22,1 % населения были моложе 18 лет, 5,5 % — от 18 до 24 лет, 22,2 % — от 25 до 44 лет, 34,2 % — от 45 до 64 лет и 16,0 % — в возрасте 65 лет и старше. Средний возраст составил 45,1 года. На каждые 100 женщин приходилось 99,8 мужчин. На каждые 100 женщин в возрасте 18 лет и старше приходилось 95,6 мужчин.
По данным опроса Американского общественного мнения, проведённого Бюро переписи населения в 2006—2010 годах, медианный доход домохозяйства (в долларах с поправкой на инфляцию 2010 года) составил $95 313 (с погрешностью +/- $10 064), а медианный доход семьи — $105 554 (+/- $13 995). Средний доход мужчин составил $72 066 (+/- $10 198), а женщин — $47 750 (+/- $8 020). Доход на душу населения в районе составил $38 284 (+/- $4 082). Около 2,3 % семей и 2,9 % населения находились за чертой бедности, включая 1,0 % лиц моложе 18 лет и ни одного человека в возрасте 65 лет и старше.

### Перепись населения 2000 года
По данным переписи населения США 2000 года в тауншипе проживало 6033 человека, насчитывалось 1889 домохозяйств и 1499 семей. Плотность населения составляла 115,4 чел/км2. Имелось 1968 единиц жилья при средней плотности 37,7/км2. Расовый состав тауншипа состоял из 94,45 % белых, 1,86 % афроамериканцев, 0,08 % коренных американцев, 2,30 % азиатов, 0,03 % жителей тихоокеанских островов, 0,60 % представителей других рас и 0,68 % представителей двух или более рас. Латиноамериканцы или испаноговорящие любой расы составляли 2,25 % населения.
В городе насчитывалось 1889 домохозяйств, из которых в 39,8 % проживали дети в возрасте до 18 лет, 67,9 % составляли супружеские пары, проживающие вместе, 8,0 % — незамужние женщины, и 20,6 % — несемейные домохозяйства. 16,1 % всех домохозяйств состояли из отдельных лиц, а в 5,0 % проживал один человек в возрасте 65 лет и старше. Средний размер домохозяйства составлял 2,80, а средний размер семьи — 3,16.
В поселке население распределено по возрасту: 25,0 % моложе 18 лет, 4,6 % от 18 до 24 лет, 28,9 % от 25 до 44 лет, 25,7 % от 45 до 64 лет и 15,7 % в возрасте 65 лет и старше. Средний возраст составил 40 лет. На каждые 100 женщин приходилось 91,9 мужчин. На каждые 100 женщин в возрасте 18 лет и старше приходилось 87,2 мужчины.
Средний доход домохозяйства в поселке составлял 75 748 долларов, а средний доход семьи — 78 439 долларов. Средний доход мужчин составил $57 098, а женщин — $36 268. Доход на душу населения в поселке составлял $29 180. Около 1,3 % семей и 3,5 % населения находились за чертой бедности, включая 1,9 % лиц моложе 18 лет и 5,3 % лиц в возрасте 65 лет и старше.

## Органы власти

### Местные органы власти
Тауншип Андовер управляется в соответствии с тауншипской формой муниципального управления Нью-Джерси, являясь одним из 141 муниципалитета (из 564) по всему штату, которые используют эту форму, вторую по распространённости форму управления в штате. Комитет тауншипа состоит из пяти членов, которые избираются непосредственно избирателями по месту жительства на беспартийных выборах на трёхлетний срок полномочий в шахматном порядке, причём одно или два места выставляются на выборы каждый год в рамках ноябрьских всеобщих выборов в трёхлетнем цикле. На ежегодной реорганизации, проводимой в январе, совет выбирает мэра и заместителя мэра из числа своих членов.
По состоянию на 2022 год членами комитета тауншипа Андовер являлись: мэр Томас Д. Уолш (республиканец, срок полномочий в комитете тауншипа заканчивается 31 декабря 2023 года; срок полномочий в качестве мэра заканчивается в 2022 году), заместитель мэра Эллсворт Э. Бенсли-младший (республиканец, срок полномочий в комитете и в качестве заместителя мэра заканчивается в 2022 году), Джон Карафелло (республиканец, 2023), Эрик Карр (республиканец, 2024) и Дженис Л. Макговерн (республиканец, 2024).

### Федеральное представительство, представительство штата и округа
Тауншип Андовер относится к 5-му избирательному округу Конгресса и входит в 24-й законодательный округ штата Нью-Джерси.
В 117-м Конгрессе США Нью-Джерсийский 5-й избирательный округ конгресса представляет Джош Готхаймер (демократ, Уайкофф). В Сенате США Нью-Джерси представляют демократы Кори Букер (Ньюарк, срок полномочий заканчивается в 2027 году) и Боб Менендес (Гаррисон, срок полномочий заканчивается в 2025 году).
На сессии 2022—2023 годов 24-й законодательный округ легислатуры Нью-Джерси представлен в Сенате штата Стивом Орохо (республиканец, Франклин), а в Генеральной Ассамблее — Паркером Спейсом (республиканец, тауншип Вантадж) и Хэлом Виртсом (республиканец, Гамбург).
Управление округом Сассекс осуществляется Советом комиссаров округа, пять членов которого избираются по принципу выборности на партийных выборах в шахматном порядке, причем каждый год на выборы выставляется либо одно, либо два места. На ежегодном реорганизационном собрании, проводимом в начале января, совет выбирает из числа своих членов директора комиссариата и заместителя директора, а повседневное руководство деятельностью округа возлагается на администратора округа. По состоянию на 2022 год комиссарами округа Сассекс являются комиссар-директор Энтони Фасано (республиканец, Хопатконг, срок полномочий в качестве комиссара и комиссара-директора заканчивается 31 декабря 2022 года), заместитель директора Крис Карни (республиканец, тауншип Франкфорд, срок полномочий в качестве комиссара заканчивается в 2024 году; срок полномочий в качестве заместителя директора заканчивается в 2022 году), Доун Фантазия (республиканец, Франклин, 2024 год), Джилл Спейс (республиканец, тауншип Вантадж, 2022 год; назначена на неистекший срок) и Герберт Ярдли (республиканец, тауншип Стиллуотер, 2023 год). В мае 2022 года Джилл Спейс была назначена на место, истекающее в декабре 2022 года, которое занимала Сильвия Петилло до её ухода с поста.
Уставные должностные лица, избираемые на окружной основе: окружной клерк Джеффри М. Парротт (республиканец, тауншип Вантадж, 2026), шериф Майкл Ф. Страда (республиканец, тауншип Хэмптон, 2022) и судья по делам о наследстве и опеке Гэри Чиусано (республиканец, тауншип Франкфорд, 2023). Администратором округа является Грегори В. Пофф II, чей срок полномочий истекает в 2025 году.

### Выборы
По состоянию на 23 марта 2011 года в тауншипе Андовер было зарегистрировано 3979 избирателей, из которых 606 (15,2 % против 16,5 % по округу) были зарегистрированы как демократы, 1813 (45,6 % против 39,3 %) — как республиканцы, и 1552 (39,0 % против 44,1 %) — как неприсоединившиеся. 8 избирателей были зарегистрированы в других партиях. Среди населения тауншипа по переписи 2010 года 63,0 % (против 65,8 % в округе Сассекс) были зарегистрированы как избиратели, включая 80,8 % лиц в возрасте 18 лет и старше (против 86,5 % по округу).
На президентских выборах 2012 года республиканец Митт Ромни получил 1703 голоса (60,7 % против 59,4 % по округу), опередив демократа Барака Обаму с 1034 голосами (36,8 % против 38,2 %) и других кандидатов с 62 голосами (2,2 % против 2,1 %), среди 2807 бюллетеней, поданных 4074 зарегистрированными избирателями тауншипа, явка составила 68,9 % (против 68,3 % в округе Сассекс). На президентских выборах 2008 года республиканец Джон Маккейн получил 1772 голоса (59,0 % против 59,2 % по округу), опередив демократа Барака Обаму с 1173 голосами (39,1 % против 38,7 %) и других кандидатов с 37 голосами (1,2 % против 1,5 %), среди 3002 бюллетеней, поданных 3948 зарегистрированными избирателями тауншипа, явка составила 76,0 % (против 76,9 % в округе Сассекс). На президентских выборах 2004 года республиканец Джордж Буш-младший получил 1799 голосов (64,0 % против 63,9 % по округу), опередив демократа Джона Керри с 966 голосами (34,4 % против 34,4 %) и других кандидатов с 30 голосами (1,1 % против 1,3 %), среди 2811 бюллетеней, поданных 3566 зарегистрированными избирателями тауншипа, что составило 78,8 % (против 77,7 % по округу).
На губернаторских выборах 2013 года республиканец Крис Кристи получил 71,2 % голосов (1212 голосов), опередив демократа Барбару Буоно с 25,1 % (427 голосов) и других кандидатов с 3,8 % (64 голоса), из 1718 бюллетеней, поданных 4121 зарегистрированным избирателем (15 бюллетеней были испорчены), при явке 41,7 %. На губернаторских выборах 2009 года республиканец Крис Кристи получил 1271 голос (64,4 % против 63,3 % по округу), опередив демократа Джона Корзайна с 482 голосами (24,4 % против 25,7 %), независимого Криса Даггетта с 195 голосами (9,9 % против 9,1 %) и других кандидатов с 22 голосами (1,1 % против 1,3 %), среди 1974 бюллетеней, поданных 3882 зарегистрированными избирателями тауншипа, что составило 50,9 % явки (против 52,3 % по округу).

## Образование
Учащиеся государственных школ с дошкольного возраста по восьмой класс посещают Андоверский региональный школьный округ вместе с учащимися боро Андовер. По состоянию на 2017-18 учебный год в округе, состоящем из двух школ, насчитывалось 470 учащихся и 47,9 классных учителей (в пересчёте на полную ставку), что составляет соотношение учеников и учителей 9,8:1. Школами округа (по данным Национального центра статистики образования о количестве учащихся за 2017-18 учебный год) являются: начальная школа Начальная школа имени Флоренс М. Берд (220 учащихся с детского сада до 4 класса) и Средняя школа Лонг-Понд (244 учащихся в классах 5-8). Совет по образованию округа состоит из девяти членов, которые определяют политику и контролируют финансовую и образовательную деятельность округа, причём тауншип Андовер получил восемь из девяти мест, исходя из численности населения двух входящих в округ муниципалитетов.
Учащиеся государственных школ с девятого по двенадцатый классы посещают среднюю школу в Ньютоне вместе с учащимися из тауншипов Андовер и Грин в рамках межшкольного обмена с государственным школьным округом Ньютона. По состоянию на 2017-18 учебный год в средней школе обучалось 719 учащихся и работало 67,5 классных преподавателей (в пересчёте на полную ставку), соотношение учащихся и учителей составляло 10,6:1.

## Транспорт

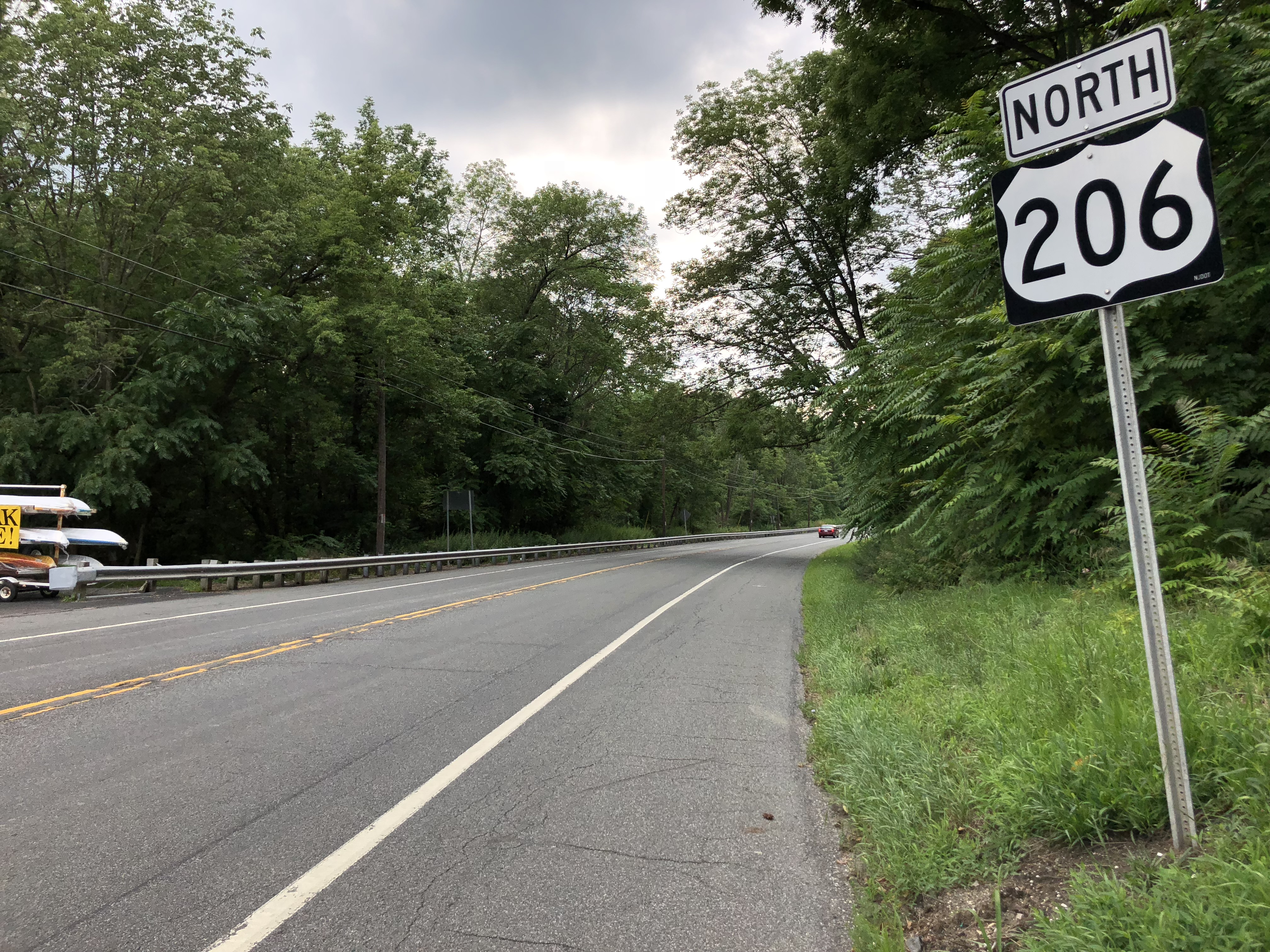
US 206, вид на север, тауншип Андовер.

По состоянию на май 2010 года, в тауншипе насчитывалось 118,16 км дорог, из которых 79,07 км содержались муниципалитетом, 33,46 км — округом Сассекс и 5,63 км — Департаментом транспорта Нью-Джерси.
Федеральная трасса US 206 является главной автомагистралью, обслуживающей тауншип Андовер. Через тауншип также проходит окружная трасса 517.

## Знаменитости
Среди людей, которые родились, проживали в тауншипе Андовер или были тесно связаны с ним:
- Гейл Фибус[англ.] (род. 1950 г.), член Генеральной Ассамблеи штата Нью-Джерси[англ.], ранее работавшая в комитете тауншипа Андовер и в качестве фригольдера округа Сассекс[84].